# Veselíčko (ort i Tjeckien, Olomouc)
Veselíčko är en ort i Tjeckien.   Den ligger i regionen Olomouc, i den östra delen av landet, 230 km öster om huvudstaden Prag. Veselíčko ligger 284 meter över havet och antalet invånare är 821.
Terrängen runt Veselíčko är platt åt sydväst, men åt nordost är den kuperad. Runt Veselíčko är det ganska tätbefolkat, med 72 invånare per kvadratkilometer. Närmaste större samhälle är Olomouc, 19,5 km väster om Veselíčko. Trakten runt Veselíčko består till största delen av jordbruksmark.